# Silvinichthys gualcamayo
Silvinichthys gualcamayo es una especie de pez que integra el género Silvinichthys de la familia Trichomycteridae en el orden de los Siluriformes.

## Distribución geográfica y hábitat
Esta especie es endémica del río Gualcamayo, un pequeño curso fluvial endorreico, con capturas en el paraje El Chepical, a una altitud de 2000 m s. n. m., en el departamento Jáchal, oeste de la provincia de San Juan, en la región de los Andes áridos del centro-oeste de la Argentina.
Pequeñas cuencas aisladas de cursos fluviales endorreicos permanentes en la región áridas de los Andes presentan escorrentía temporal, siendo ocasionalmente alimentados por derretimiento de la nieve de las altas montañas. Frente a las severas condiciones del medio estas cuencas suelen presentar pequeñas poblaciones de peces, compuestas por unas pocas especies de peces, o generalmente sólo una, capaces de sobrevivir en condiciones tan adversas, lo que ha resultado en notables grados de endemicidad.

## Taxonomía
Esta especie fue descrita originalmente en el año 2013 por los ictiólogos Luis A. Fernández, Eduardo Alfredo Sanabria y Lorena Beatiz Quiroga.
Características diagnósticas
Se distingue de las otras especies del género por la siguiente combinación de caracteres: ausencia de aleta pélvica y de cintura, pedúnculo caudal ampliado posteriormente hacia la aleta caudal, la longitud del pedúnculo caudal es 22,0 a 23,9 % SL, de 9 a 10 rayos en la aleta dorsal, de 5 a 6 rayos ramificados
de la aleta dorsal, 38 vértebras totales, 9 odontoides operculares, 20 odontoides interoperculares, 7 radios pectorales, y el tendón del hueso supraorbital ancho.